# Suursaari (ö i Kymmenedalen, Kouvola)
Suursaari är en ö i Finland. Den ligger i sjön Vekaranjärvi och i kommunen Kouvola i den ekonomiska regionen  Kouvola ekonomiska region  och landskapet Kymmenedalen, i den södra delen av landet, 150 km nordost om huvudstaden Helsingfors. Öns area är 3,4 hektar och dess största längd är 230 meter i nord-sydlig riktning.